# 心の力
『心の力』（こころのちから、中国語:心之力）は、毛沢東によって著された論文。

## 概要
湖南第一師範学院に在籍していた毛沢東は、楊昌済という倫理学の教師にめぐり合う。この人物は日本とイギリスに計9年間留学しており、理想主義者で道義性が強かった。学生には道徳的で高潔な人間になるように仕向けていた。楊昌済はイマヌエル・カントやハーバート・スペンサーやジャン＝ジャック・ルソーなどを取り入れていたが、基本的には宋や明の理学を中心としていた。毛沢東は楊昌済の影響で倫理学の本を読むようになり、それに感動して『心の力』という論文を書いた。毛沢東が公表した最初の論文とされる『体育の研究』と『心の力』を合わせて、それぞれが肉体と精神という人間の最も基礎的な問題に関わるものであった。